# Pratinha
Pratinha is een gemeente in de Braziliaanse deelstaat Minas Gerais. De gemeente telt 3.435 inwoners (schatting 2009).

## Aangrenzende gemeenten
De gemeente grenst aan Campos Altos, Ibiá, Medeiros en Tapiraí.